# Apatin
Apatin (izvirno srbsko Апатин) je naselje v Srbiji, ki je središče istoimenske občine; slednja pa je del Zahodnobačkega upravnega okraja.

## Demografija
V naselju živi 15639 polnoletnih prebivalcev, pri čemer je njihova povprečna starost 40,2 let (38,6 pri moških in 41,7 pri ženskah). Naselje ima 6730 gospodinjstev, pri čemer je povprečno število članov na gospodinjstvo 2,84.
To naselje je, glede na rezultate popisa iz leta 2002, v glavnem srbsko, a v času zadnjih 3 popisov je opazen porast števila prebivalcev.
|  |

| Demografija | Demografija     | Demografija     |
| Leto        | Št. prebivalcev | Št. prebivalcev |
| ----------- | --------------- | --------------- |
|             |                 |                 |
|             |                 |                 |
|             |                 |                 |
|             |                 |                 |
| 1948        | 13195           |                 |
| 1953        | 14465           |                 |
| 1961        | 17191           |                 |
| 1971        | 17565           |                 |
| 1981        | 18320           |                 |
| 1991        | 18389           | 17938           |
| 2002        | 19933           | 19320           |
|             |                 |                 |

| Etnična sestava po popisu iz leta 2002 | Etnična sestava po popisu iz leta 2002 | Etnična sestava po popisu iz leta 2002 | Etnična sestava po popisu iz leta 2002 | Etnična sestava po popisu iz leta 2002 |
| -------------------------------------- | -------------------------------------- | -------------------------------------- | -------------------------------------- | -------------------------------------- |
| Srbi                                   | Srbi                                   |                                        | 13.990                                 | 72,41%                                 |
| Romuni                                 | Romuni                                 |                                        | 967                                    | 5,00%                                  |
| Madžari                                | Madžari                                |                                        | 848                                    | 4,38%                                  |
| Hrvati                                 | Hrvati                                 |                                        | 658                                    | 3,40%                                  |
| Jugoslovani                            | Jugoslovani                            |                                        | 612                                    | 3,16%                                  |
| Romi                                   | Romi                                   |                                        | 369                                    | 1,90%                                  |
| Nemci                                  | Nemci                                  |                                        | 142                                    | 0,73%                                  |
| Črnogorci                              | Črnogorci                              |                                        | 100                                    | 0,51%                                  |
| Slovaki                                | Slovaki                                |                                        | 31                                     | 0,16%                                  |
| Muslimani                              | Muslimani                              |                                        | 30                                     | 0,15%                                  |
| Bunjevci                               | Bunjevci                               |                                        | 27                                     | 0,13%                                  |
| Makedonci                              | Makedonci                              |                                        | 23                                     | 0,11%                                  |
| Slovenci                               | Slovenci                               |                                        | 17                                     | 0,08%                                  |
| Albanci                                | Albanci                                |                                        | 13                                     | 0,06%                                  |
| Rusini                                 | Rusini                                 |                                        | 7                                      | 0,03%                                  |
| Rusi                                   | Rusi                                   |                                        | 6                                      | 0,03%                                  |
| Ukrajinci                              | Ukrajinci                              |                                        | 3                                      | 0,01%                                  |
| Bošnjaki                               | Bošnjaki                               |                                        | 3                                      | 0,01%                                  |
| Bolgari                                | Bolgari                                |                                        | 1                                      | 0,00%                                  |
| Neznano                                | Neznano                                |                                        | 60                                     | 0,31%                                  |